# Devín (Slowakije)
Devín (Hongaars:Dévény) is een stadsdeel van de Slowaakse hoofdstad Bratislava en maakt deel uit van het district Bratislava IV.
Devín telt 1005 inwoners. Het dorp is vooral bekend vanwege het Kasteel van Devín (in het Slowaaks: hrad Devín of Devínsky hrad).

## Geschiedenis
De plaats was al in het jaar 896 bekend, in 1288 werd het voor de eerste keer onder de naam Dyven genoemd in de geschriften. De burcht werd in de 13e eeuw opgericht. Tijdens de volkstelling van 1910 was de meerderheid van de bevolking Duitstalig.
Tussen 1938 en 1945 was de plaats deel van het Grootduitse Rijk.
Districten: Bratislava I · Bratislava II · Bratislava III · Bratislava IV · Bratislava V

Stadsdelen: Čunovo · Devín · Devínska Nová Ves · Dúbravka · Jarovce · Karlova Ves · Lamač · Nové Mesto · Petržalka · Podunajské Biskupice · Rača · Rusovce · Ružinov · Staré Mesto · Vajnory · Vrakuňa · Záhorská Bystrica